# Андреас Ловердос
Андреас Ловердос (грец. Ανδρέας Λοβέρδος, 1956, Патри) — грецький політик, колишній міністр охорони здоров'я Греції.

## Біографія
Андреас Ловердос народився 1956 року в місті Патри. Вивчав право в Університеті Аристотеля в Салоніках. Здобув післядипломну освіту в галузі європейського права в Інституті європейських досліджень у Брюсселі. Отримав докторський ступінь в Університеті Аристотеля в Салоніках.
1973 року став членом студентської організації ΑΝΤΙ-ΕΦΕΕ, що виступала проти диктатури «чорних полковників». В період 1975—1976 років він був віце-президентом студентської асоціації на юридичному факультеті в Салоніках, а з 1981 по 1982 рік — президентом Асоціації грецьких студентів в Бельгії.
Андреас Ловердос розпочав свою професійну кар'єру 1987 року викладачем Університету «Пантеон» в Афінах, де він працював в період 1992—1995 років помічником професора конституційного права. Між 1993—1995 роками був членом правління Асоціації факультетів Університету «Пантеон». Андреас Ловердос опублікував безліч статей у наукових журналах і книгах політичного і юридичного змісту.
З 1996 до грудня 1997 року він був генеральним секретарем державного управління Міністерства внутрішніх справ, державної адміністрації та децентралізації. У квітні 2000 року він був вперше обраний депутатом Грецького парламенту в Афінах від партії ПАСОК. Згодом працював державним секретарем (2002—2004) і міністром праці і соціального забезпечення (2009—2010). 2010 року призначений міністром охорони здоров'я Греції.
Андреас Ловердос одружений, має доньку та сина.